# NN-36
La carretera NN-36 es una vía departamental secundaria ubicada en el departamento de Estelí. Tiene una longitud aproximada de 9,88 kilómetros y conecta varias comunidades rurales entre La Sirena y El Guapinol, siendo una vía clave para el tránsito local en zonas agrícolas.

## Trazado y cruces
La carretera se extiende en dirección norte-sur, cruzando por pequeñas comunidades rurales y caminos locales.
| km  | Localidad   | Departamento | Conexión / Ruta |
| --- | ----------- | ------------ | --------------- |
| 0   | La Sirena   | Estelí       | Camino rural    |
| 3,6 | El Bosque   | Estelí       | Camino rural    |
| 7,1 | Santa Rita  | Estelí       | Camino rural    |
| 9,8 | El Guapinol | Estelí       | NN 37           |

## Coordenadas
Uno de los tramos de la NN-36 puede ser encontrado en las coordenadas: 13°08′52″N 86°16′17″O / 13.1478, -86.2714